# جهنمية غليظة الورق
الجهنمية غليظة الورق (الاسم العلمي:Bougainvillea pachyphylla) هي نوع من النباتات يتبع جنس الجهنمية من الفصيلة الشبية.